# Carl Heinrich von Schöning
Carl Heinrich von Schöning, également Heinrich Carl von Schöning (né le 11 novembre 1750 à Prenzlau et mort en 1824 à Berlin) est un administrateur prussien. À partir de 1788, il dirige l'arrondissement de Lebus (de) dans la Marche-Électorale.

## Biographie
Il est issu de la famille ancestrale von Schöning de Poméranie-Nouvelle-Marche et est le fils du général de division Emanuel von Schöning (1690-1757). Sa mère Auguste Christiane (1731-1791) est une fille du général de division Georg Friedrich von Oldenburg (de).
Dans sa jeunesse, il rejoint l'armée prussienne. Son parent Bernhard Alexander von Düringshofen le recrute dans son régiment d'infanterie (de). Il commence vers 1761 comme cadet et en 23 ans dans le régiment, il atteint le grade de lieutenant. Il travaille ensuite pendant 4 ans comme chargé de recrutement en principauté d'Ansbach et en principauté de Bayreuth.
En 1786, il se marie avec Charlotte von Beerfelde (de), fille de Hans Sigismund von Beerfelde, administrateur de l'arrondissement de Lebus. Après sa mort, il se marie avec sa sœur Amalie von Beerfelde. En 1788, Schöning prend sa retraite de l'armée. Grâce à l'encouragement de son beau-père, Schöning lui succède la même année au poste d'administrateur de l'arrondissement de Lebus. Schöning reste en poste jusqu'en 1803.
Une fille Auguste est née du premier mariage de Schöning avec Charlotte von Beerfelde; elle épousele général Adolf Eduard von Thile. Le second mariage de Schöning avec Amalie von Beerfelde donne naissance à trois enfants.